# Gilbert Lazard
Pour les articles homonymes, voir Lazard (homonymie).
Gilbert Lazard, né le 4 février 1920 à Paris et mort le 6 septembre 2018 à Paris, est un linguiste et iranologue français.
Ses travaux se partagent principalement entre, d'une part, l'étude des langues iraniennes, notamment par des traductions de la poésie persane classique, et d'autre part, en linguistique générale, des recherches sur la typologie syntaxique des langues et la notion d'actance. Il s'est aussi intéressé à la  langue tahitienne.

## Carrière académique
Reçu à l'École normale supérieure en 1940, Gilbert Lazard est incorporé aux Chantiers de jeunesse puis rejoint la Résistance, au sein du Mouvement de libération nationale, en 1943. En 1944-1945, il est déporté au camp de concentration de Dachau.
Il a été l'élève d’Émile Benveniste et d’Henri Massé. Il obtient en 1946 l'agrégation de grammaire (major du concours spécial), puis en 1948 le diplôme de persan de l'École nationale des langues orientales vivantes — devenu depuis l'Institut national des langues et civilisations orientales (INALCO). Il y est professeur de langues et civilisations iraniennes de 1958 à 1966.
De 1951 à 1969, il est chargé de cours de civilisation iranienne à la Sorbonne, avant de devenir  maître de conférences (en 1960) puis professeur (en 1966) de langues et civilisation iraniennes. En 1969 et jusqu'en 1981, il devient professeur à l'université Sorbonne Nouvelle - Paris 3. Il en dirige de 1969 à 1974 le département d'orientalisme et de  1972 à 1987 l’institut d’études iraniennes.
De 1972 à 1990, il est directeur d'études de linguistique et philologie iraniennes à l’École pratique des hautes études.
De 1972 à 1983, il est responsable de l’équipe de recherche de langues, littératures et culture iraniennes associée au Centre national de la recherche scientifique (CNRS) et à l’université Sorbonne nouvelle - Paris 3. De 1984 à 1993, il est responsable du groupement de recherches du CNRS « Recherche interlinguistique sur les variations d’actance et leurs corrélats ».
Il est élu, le 14 novembre 1980, membre ordinaire de l’Académie des inscriptions et belles-lettres . Il la préside en 1990.
Il est membre de nombreuses sociétés savantes dont l'Association pour l’avancement des études iraniennes, la Société de linguistique de Paris, la Société asiatique et l'Association for Linguistic Typology. De 1979 à 1999 il est le président de l'Association pour l'avancement des études iraniennes.
La Grammaire du persan contemporain et le Dictionnaire du persan-français de Gilbert Lazard sont devenus des travaux de référence, tout comme ses traductions de la poésie persane classique. Il est également le créateur de la revue Studia iranica, dont il fut durant de nombreuses années membre du comité de rédaction puis du comité scientifique.

### Vie privée
Gilbert Lazard est l'époux de la critique littéraire Madeleine Lazard.

## Principales publications

### Études iraniennes
- Grammaire du persan contemporain, Paris, Klincksieck, 1957, X-297 p., 25 cm (OCLC 419265326, BNF 32357577, présentation en ligne)
- La langue des plus anciens monuments de la prose persane, Paris, Klincksieck, coll. « Études linguistiques » (no 2), 1963, 535 p., 24 cm (OCLC 410267765, BNF 33073039, LCCN 68125223, présentation en ligne)Thèse présentée à la Faculté des lettres et sciences humaines, Université de Paris, 1959-1960
- « Pahlavi, pârsi, dari : les langues de l’Iran d’après Ibn al-Muqaffa », dans Clifford Edmund Bosworth (dir.), Iran and Islam, in memory of the late V. Minorsky, Edinburgh, Edinburgh University Press, 1971, XVI-574 p., 25 cm (ISBN 0-85224-200-X, OCLC 381396, BNF 35240752, LCCN 72300701, présentation en ligne)
- (en) « The rise of the New Persian language », dans Cambridge History of Iran, vol. 4 : The Period from the Arab invasion to the Saljuqs, Cambridge ; New York ; Melbourne, Cambridge University Press, 1975, XIV-734 p., 23 cm (ISBN 0-521-20093-8, OCLC 489569432, BNF 35128156)
- « La métrique de la poésie parthe », dans Jacques Duchesne-Guillemin, Pierre Lecoq (dir.), Papers in honor of Professor Mary Boyce, vol. 2, Liège, Centre international d'études indo-iraniennes, coll. « Acta Iranica / 2e série, Hommages et opera minora » (no 11 / 25 dans la collection principale), 1985, XXVI-745-XXXVIII, 25 cm (ISBN 90-6831-002-X, OCLC 489679254, BNF 34834594, lire en ligne)
- Dictionnaire persan-français, Leiden ; New York ; København, E.J. Brill, 1990, XVII-482 p., 22 cm (ISBN 90-04-08549-1, OCLC 462843091, BNF 35292958, LCCN 90040583, présentation en ligne)Ouvrage écrit avec l'assistance de Mehdi Ghavam-Nejad.
- La formation de la langue persane, Paris, Institut d'études iraniennes, coll. « Travaux et mémoires de l'Institut d'études iraniennes » (no 1), 1995, 190 p., 24 cm (ISBN 2-908322-20-X, OCLC 33866898, BNF 36991706, présentation en ligne)

### Traductions du persan
- Les Premiers Poètes persans (IXe – Xe siècles), Paris, Librairie d'Amérique et d'Orient Adrien Maisonneuve, coll. « Bibliothèque iranienne » (no 13), 1964, 2 vol. (190, 224 p.) ; 25 cm (OCLC 490435875, BNF 33073040, présentation en ligne)Thèse complémentaire présentée à la Faculté des lettres et sciences humaines, Université de Paris, 1960
- Anthologie de la poésie persane (XIe – XXe siècles) : textes choisis par Z. Safâ ; traduits par G. Lazard, R. Lescot et H. Massé, Paris, Gallimard, coll. « Collection Unesco d'œuvres représentatives / Série persane », cop. 1964, 423 p., 20 cm (OCLC 9321801, BNF 32904409, présentation en ligne)
- Anthologie de la poésie persane (XIe – XXe siècles) : textes choisis par Z. Safâ ; traduits par G. Lazard, R. Lescot et H. Massé, Paris, Gallimard, coll. « Collection Unesco d'œuvres représentatives / Série persane », cop. 1964, 423 p., 20 cm (OCLC 9321801, BNF 32904409, présentation en ligne)
- Ferdowsi (trad. Jules Mohl), Le Livre des rois, Paris, Sindbad, coll. « La Bibliothèque persane / Collection Unesco d'œuvres représentatives / Série persane », 1979, 309 p., 23 cm (ISBN 2-7274-0038-1, OCLC 461772887, BNF 34634655)Révision de la traduction de Jules Mohl.
- Nouvelles persanes : l’Iran d’aujourd’hui évoqué par ses écrivains, Paris, Phébus, coll. « Domaine persan », 1980, 265 p., 21 cm (ISBN 2-85940-034-6, OCLC 489955219, BNF 2-85940-034-6)
- Sadegh Hedayat, Trois gouttes de sang, Paris, Phébus, coll. « Domaine persan », 1988, 184 p., 21 cm (ISBN 2-85940-098-2, OCLC 33825601, BNF 34931307)
- Sadegh Hedayat, Hâdji Aghâ, Paris, Phébus, coll. « Domaine persan », 1996, 117 p., 21 cm (ISBN 2-85940-444-9, OCLC 36902226)
- Omar Khayyâm, Cent un quatrains : traduit du persan et présenté par Gilbert Lazard, Paris, la Différence, coll. « Orphée », 1997, 127 p., 17 cm (ISBN 2-7291-1063-1, OCLC 38035313, BNF 36173264)
- Omar Khayyâm, Cent un quatrains de libre pensée : traduit du persan et présenté par Gilbert Lazard, Paris, Gallimard, coll. « Connaissance de l'Orient / Série persane » (no 106), 2002, 97 p., 23 cm (ISBN 2-07-076720-5, OCLC 743149934, BNF 38929165, présentation en ligne)

### Études tahitiennes
- (en) « Predicates in Tahitian », Oceanic Linguistics, University of Hawai'i Press, vol. 30, no 1,‎ 1991, p. 1-31 (ISSN 0029-8115, JSTOR 3623158)En collaboration avec Louise Peltzer.
- Structure de la langue tahitienne, Paris, Louvain, Peeters, coll. « Langues et cultures du Pacifique » (no 15), 2000, 258 p., 24 cm (ISBN 2-87723-538-6 et 90-429-0947-1, OCLC 468686812, BNF 37651458, LCCN 00045316, lire en ligne)En collaboration avec Louise Peltzer.

### Linguistique générale
- L'actance, Paris, Presses universitaires de France, coll. « Linguistique nouvelle », 1994, xiv-285, 22 cm (ISBN 2-13-045775-4 et 978-2-13-045775-6, OCLC 33131670, BNF 35719390, LCCN 94233276, présentation en ligne)
- Études de linguistique générale : typologie grammaticale, Paris, Louvain, Peeters, coll. « Collection linguistique » (no 82), 2001, XV-471 p., 25 cm (ISBN 2-87723-580-7 et 90-429-1019-4, OCLC 468993509, BNF 37689476, LCCN 2002499642, présentation en ligne)Textes en français et en anglais, parus dans diverses revues et publications, 1975-1999.
- Linguistique typologique, Villeneuve-d'Ascq, Presses universitaires du Septentrion, coll. « Sens et structures », dl 2005, 323 p., 24 cm (ISBN 978-2-85939-930-6 et 2-85939-930-5, OCLC 470189196, BNF 40148288, lire en ligne)Ouvrage collectif sous la direction de Gilbert Lazard et Claire Moyse-Faurie ; textes publiés par le Centre de recherche SELOEN et le CERLITYP, Cercle de linguistique typologique.
- La quête des invariants interlangues : la linguistique est-elle une science ?, Paris, H. Champion, coll. « Bibliothèque de grammaire et de linguistique » (no 23), 2006, 338 p., 23 cm (ISBN 2-7453-1392-4, OCLC 300518210, BNF 40969666, présentation en ligne)
- Études de linguistique générale II : la linguistique pure, Paris, Louvain, Peeters, coll. « Collection linguistique » (no 98), 2012, 325 p., 24 cm (ISBN 978-90-429-2638-7 et 978-2-7584-0155-1, OCLC 802528774, BNF 42661885, présentation en ligne)Recueil d'articles.

## Distinctions
- Médaille de la Résistance[3].
- Officier de la Légion d'honneur (2009)[11]
- Prix Volney 1964[3].
- Historical Literary Award of the Mahmud Afshar Foundation 2017[12].